# Лотка, Марцел
Ма́рцел Ла́уренц Ло́тка (пол. Marcel Laurenz Lotka; 25 мая 2001, Дуйсбург) — польский футболист, вратарь немецкого клуба «Фортуна».

## Клубная карьера
Марцел Лотка родился в немецком городе Дуйсбург и заниматься футболом начал в футбольной школе местного одноименного клуба. Затем на юношеском уровне Марцел прошёл через молодёжные команды ряда немецких клубов. Среди них были клубы немецкой Бундеслиги «Шальке 04» и «Байер 04».
С 2020 года польский вратарь был заявлен в чемпионате Германии в составе берлинской «Герты». Но первую игру в основе берлинцев Лотка провел только 26 февраля 2022 года против «Фрайбурга». До конца сезона вратарь сыграл в основе Герты десять матчей. Летом 2022 года как свободный агент вратарь перешёл в дортмундскую «Боруссию», где выступал за вторую команду в Третьей лиге.

## Карьера в сборной
С 2016 года Марцел Лотка выступал за юношеские сборные Польши всех возрастов.
В сентябре 2021 года Лотка провёл две игры в составе молодёжной сборной Польши.